# Prizna
Prizna je manjše naselje, trajektno pristanišče v istoimenskem zalivu ob obali Velebitskega kanala, Hrvaška; spada pod mesto Senj Liško-senjske županije.
Prizna je skupek dveh zaselkov na obali Velebitskega kanala, sestavljata jo:  »Gornja Prizna« - zaselek ob magistralni cesti Reka - Split in »Donja Prizna« - zaselek ob obali.
Donja Prizna leži ob istoimenskem zalivu, v katerem so peščene plaže in trajektno pristanišče, od koder vozijo trajekti proti Žigljenu na otoku Pagu.

## Demografija
| Pregled števila prebivalcev po letih | Pregled števila prebivalcev po letih | Pregled števila prebivalcev po letih | Pregled števila prebivalcev po letih | Pregled števila prebivalcev po letih | Pregled števila prebivalcev po letih | Pregled števila prebivalcev po letih | Pregled števila prebivalcev po letih | Pregled števila prebivalcev po letih | Pregled števila prebivalcev po letih | Pregled števila prebivalcev po letih | Pregled števila prebivalcev po letih | Pregled števila prebivalcev po letih | Pregled števila prebivalcev po letih | Pregled števila prebivalcev po letih |
| ------------------------------------ | ------------------------------------ | ------------------------------------ | ------------------------------------ | ------------------------------------ | ------------------------------------ | ------------------------------------ | ------------------------------------ | ------------------------------------ | ------------------------------------ | ------------------------------------ | ------------------------------------ | ------------------------------------ | ------------------------------------ | ------------------------------------ |
| 1857                                 | 1869                                 | 1880                                 | 1890                                 | 1900                                 | 1910                                 | 1921                                 | 1931                                 | 1948                                 | 1953                                 | 1961                                 | 1971                                 | 1981                                 | 1991                                 | 2001                                 |
| 538                                  | 536                                  | 597                                  | 640                                  | 718                                  | 734                                  | 661                                  | 663                                  | 611                                  | 550                                  | 434                                  | 259                                  | 172                                  | 79                                   | 56                                   |